# Urszula Kielan
Urszula Kielan-Lipiec, née le 10 octobre 1960, est une ancienne athlète polonaise, spécialiste du saut en hauteur. Elle a remporté la médaille d'argent aux Jeux olympiques d'été de 1980 à Moscou. Elle a également remporté quatre médailles au niveau européen.

## Palmarès

### Jeux olympiques d'été
- Jeux olympiques d'été de 1980 à Moscou ( Union soviétique)
  -  Médaille d'argent au saut en hauteur

### Championnats d'Europe d'athlétisme
- Championnats d'Europe d'athlétisme de 1978 à Prague ( République tchèque)
  - 8e au saut en hauteur

### Championnats d'Europe d'athlétisme en salle
- Championnats d'Europe d'athlétisme en salle de 1978 à Milan ( Italie)
  -  Médaille de bronze au saut en hauteur
- Championnats d'Europe d'athlétisme en salle de 1979 à Vienne ( Autriche)
  -  Médaille d'argent au saut en hauteur
- Championnats d'Europe d'athlétisme en salle de 1980 à Sindelfingen ( Allemagne de l'Ouest)
  -  Médaille de bronze au saut en hauteur
- Championnats d'Europe d'athlétisme en salle de 1981 à Grenoble ( France)
  -  Médaille de bronze au saut en hauteur